# Pterolophia mediovittata
Pterolophia mediovittata là một loài bọ cánh cứng trong họ Cerambycidae.